# Mayaspett
Mayaspett (Campephilus guatemalensis) är en fågel i familjen hackspettar inom ordningen hackspettartade fåglar.

## Utseende och läte
Mayaspetten är en stor hackspett med en längd på 37 cm. Den liknar i stort neotropisk spillkråka, men är större och kraftigare. Adulta fågeln är mestadels svart ovan med ljus näbb, buskig tofs och vita linjer utmed skuldrorna som nästan möts i ett "V" på ryggen. Strupen är svart och resten av undersidan vit med täta svarta tvärband. Hanen har rött på huvud och huvudtofs, medan honan är svart på tofsen och på strupen. Honan skijer sig tydligt från hona neotropisk spillkråka genom avsaknad av vitt strimma i ansiktet.
Liksom andra Campephilus-hackspettar trummar mayaspetten karakteristiskt med två snabba och kraftfulla slag. Bland lätena hörs nasala skallrande ljud och ett "keeu keeu keeu".

## Utbredning och systematik
Mayaspett förekommer i låglänta områden i Centralamerika och delas in i tre underarter med följande utbredning:
- Campephilus guatemalensis nelsoni – västra Mexiko (södra Sonora till Oaxaca)
- Campephilus guatemalensis regius – nordöstra Mexiko (Tamaulipas till Veracruz)
- Campephilus guatemalensis guatemalensis – södra Mexiko (Veracruz) till västra Panama

## Levnadssätt
Mayaspetten hittas i fuktiga skogar och kringliggande öppnare områden. Den lägger två vita ägg i ett bohål tre till 30 meter i ett träd. Äggen ruvas och ungarna matas av båda föräldrar. Underfödosök hackar den ofta ut relativt stora hål i jakt på insekter som skalbaggar och larver. Den kan också äta bär, ödlor och frukt.

## Bilder

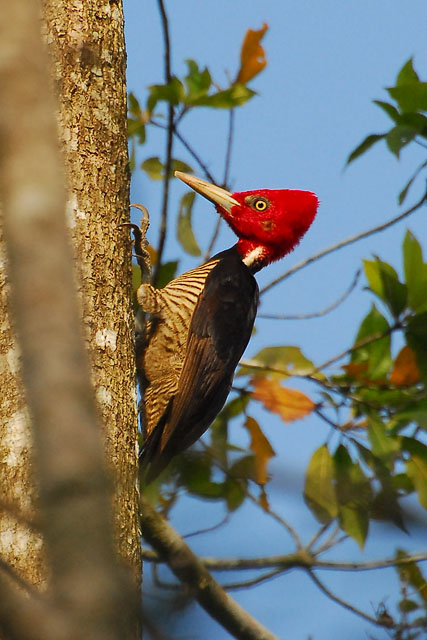
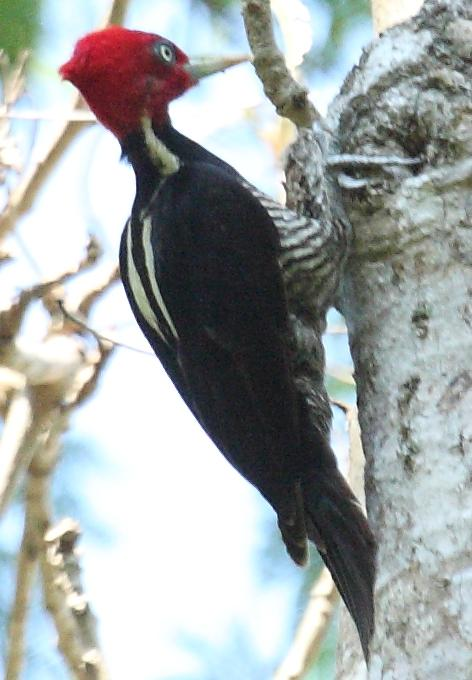
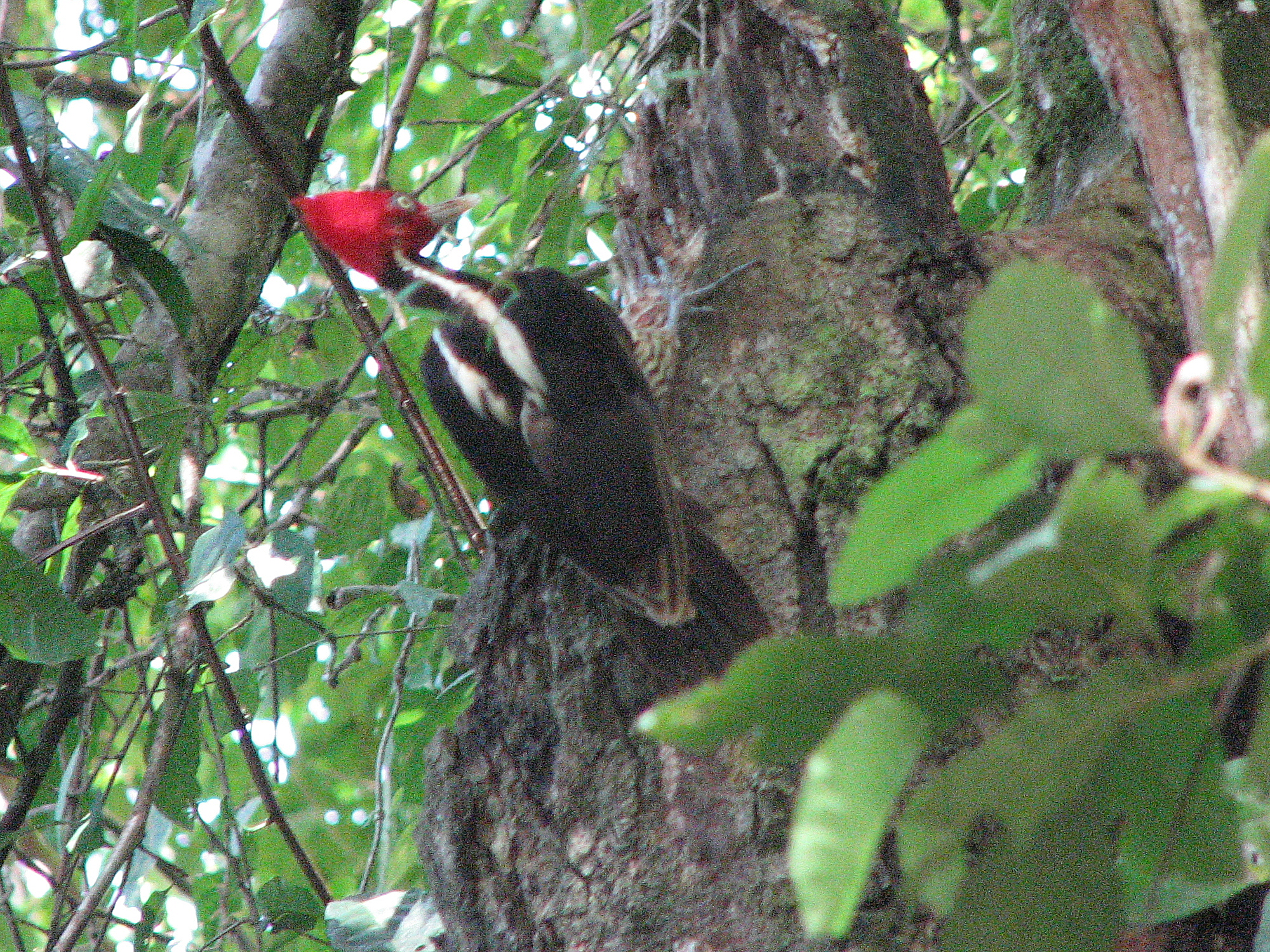
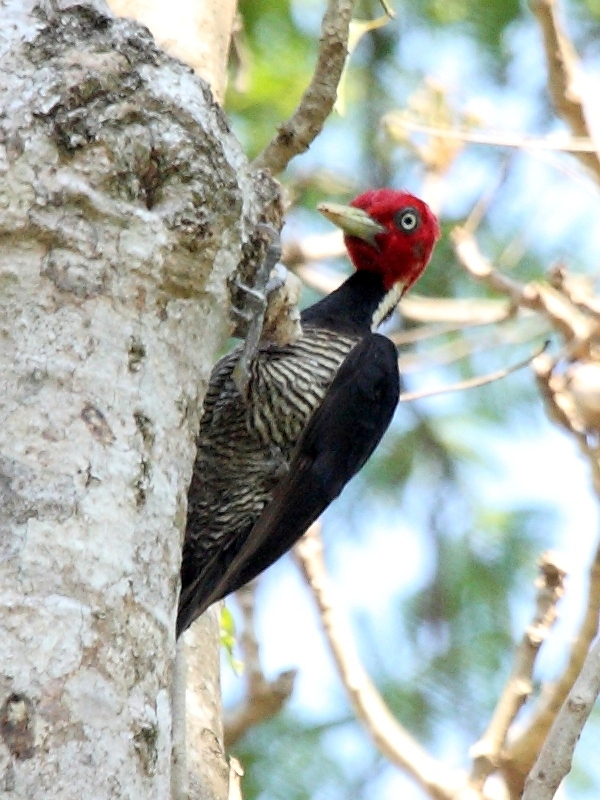

## Status och hot
Arten har ett stort utbredningsområde och en stor population, men tros minska i antal, dock inte tillräckligt kraftigt för att den ska betraktas som hotad. Internationella naturvårdsunionen IUCN listar därför arten som livskraftig (LC). Beståndet uppskattas till i storleksordningen 50 000 till en halv miljon vuxna individer.